# Казанський собор (Луга)
Собор Казанської ікони Божої Матері (рос. Собо́р Каза́нской ико́ны Бо́жией Ма́тери) — православний кам'яний собор початку XX століття неовізантійського стилю, розташований в місті Луга Ленінградської області.

## Історія
Восени 1899 року жителі Луги клопотали про устрій церкви в новій західній частині міста. Будівництво велося з 1901 по 1904 роки. Архітектором проекту був Кудрявцев Микола Галактіонович (1856—1941), він же пожертвував для церкви святиню — хрест з частинками Животворного Древа і Голгофи. 10 серпня 1904 року єпископ Гдовський Кирило (Смирнов) здійснив освячення церкви.
У 1920-х — 1930-х роках храм належав обновленцям і отримав статус собору. З 1936 року церква не діяла і була офіційно закрита у 1938 році. У приміщенні, переданому під автошколу, були зроблені міжповерхові перекриття. Пізніше приміщення церкви використовувалося як склад, гараж, бібліотека та гуртожиток.
Під час оборони Лузького кордону, в серпні 1941 року тут розташовувався штаб 41-го стрілецького корпусу. Під час німецької окупації міста в будівлі церкви був зроблений ремонт, і вона була знову відкрита і освячена 20 жовтня 1942 року.
У 1946—1963 роках храм був кафедральним собором єпископів Лузьких, вікаріїв Ленінградської єпархії. У 1976—1977 роках було проведено ремонт та розписання інтер'єру. Єпископ Тихвинський Мелітон (Соловйов), який був настоятелем собору в 1955—1965 роках, освятив храм 3 лютого 1977 року. З 1991 працює недільна школа. У 2005 році проведено капітальний ремонт фасадів і покрівлі.

## Архітектура
Будівля виконана у візантійському стилі. Незвичне поєднання для російських храмів традиційної тричастинної композиції із дзвіницею над притвором і центричного основного об'єму з трьома півциркульними в плані виступів.

## Святині

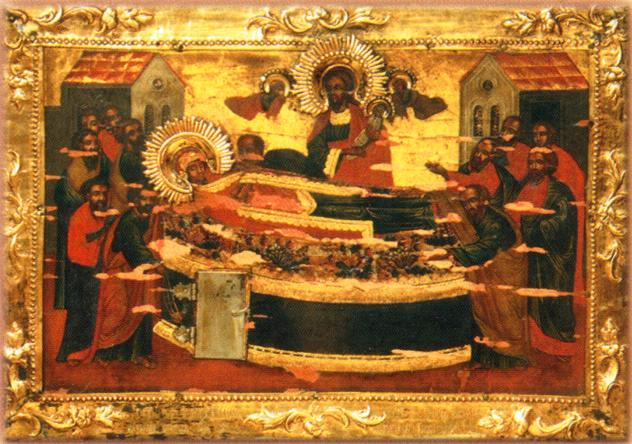
Ікона Успіння Пресвятої Богородиці («Печерська»)

Ікони Успіння Пресвятої Богородиці («Печерська»), Божої Матері Казанської і Тихвінської (з садибної церкви Кудрявцевих), Спасителя, Миколи Чудотворця; Свв. кн. Ольги і Володимира з Воскресенського собору Луги.
Чудотворна ікона Успіння Пресвятої Богородиці (Божої Матері «Печерська») — явлена в XVI—XVII ст. в місцевості Малі Печерки (с. Турово) поблизу Луги. При набутті відкрилося джерело з цілющою водою. У 1789 році перенесена з місця явища в собор Катерини Великомучениці м. Луга. Із 1941 року ікона знаходиться в соборі Казанської ікони Божої Матері м. Луга.